# ال اسو

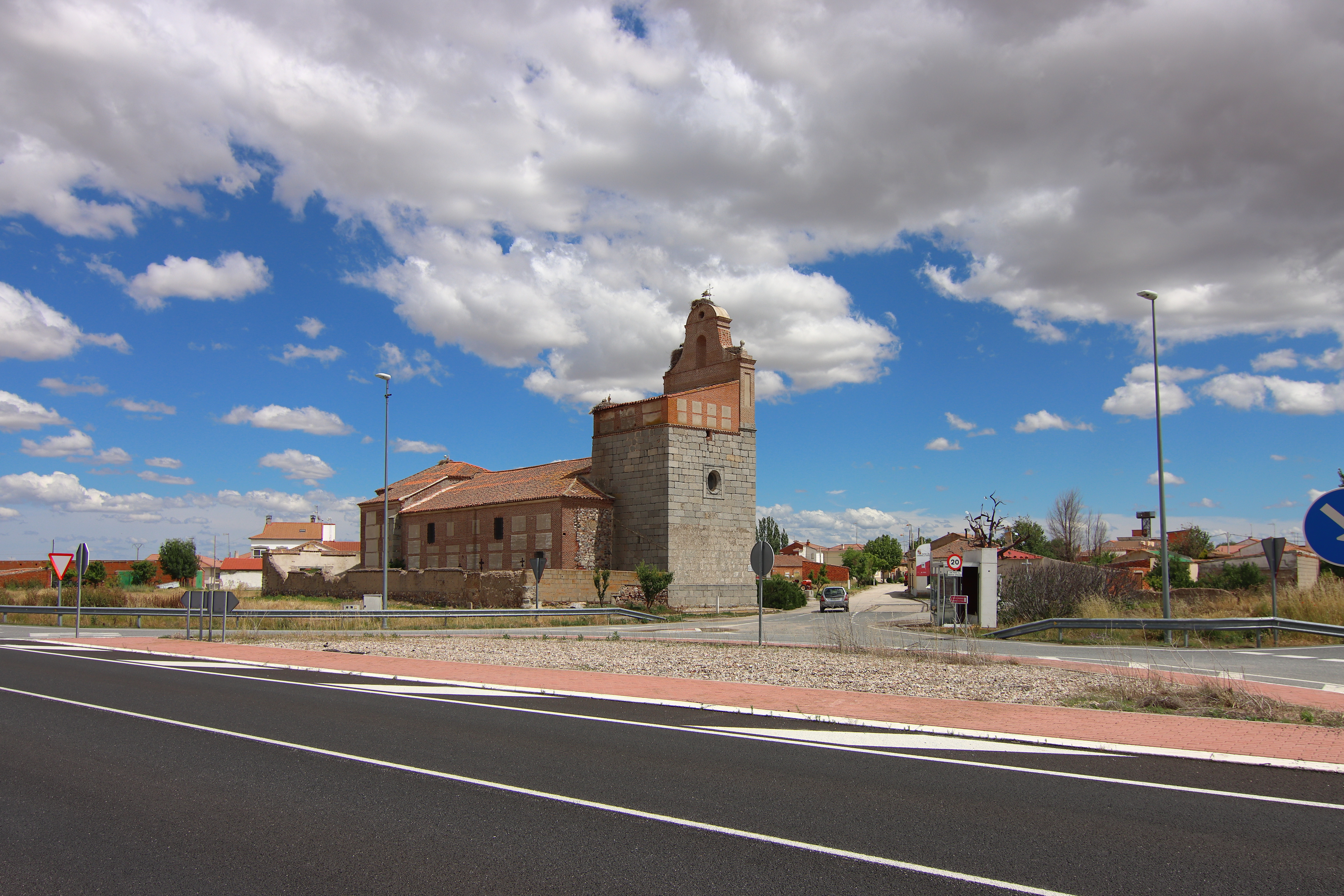
نمایی از کلیسای سَن‌پدرو در دهستان ال اسو، استان آبیلای اسپانیا - ۲۰۲۱

ال اسو دهستانی در استان آبیلای اسپانیا است.
در این دهستان ۲۲۹ نفر زندگی می‌ کنند. مساحت این دهستان ۱۸٫۵۱ کیلومتر مربع است.